# Kobiljača (Chorwacja)
Kobiljača – wieś w Chorwacji, w żupanii dubrownicko-neretwiańskiej, w gminie Pojezerje. W 2011 roku liczyła 241 mieszkańców.